# Qianxi (Tangshan)
Qianxi (迁西县,  Qiānxī Xiàn) ist ein Kreis der bezirksfreien Stadt Tangshan im Nordosten der chinesischen Provinz Hebei. Er hat eine Fläche von 1.450 km² und zählt 390.128 Einwohner (Stand: Zensus 2010). Sein Hauptort ist die Großgemeinde Xingcheng (兴城镇).
Die Xizhai-Stätte (Xizhai yizhi 西寨遗址) steht seit 2001 auf der Liste der Denkmäler der Volksrepublik China (5-4).